# فرانكشتاين في بغداد
فرانكشتاين في بغداد، رواية للكاتب العراقي أحمد سعداوي. صدرت في مارس 2013 عن منشورات الجمل في بيروت. صدر للرواية حتى الآن 28,000 نسخة على 14 طبعة.

## ملخص الرواية
يقوم بطل الرواية هادي العتاك (بائع عاديات من سكان حي البتاويين وسط بغداد)، بجمع بقايا جثث ضحايا التفجيرات الإرهابية خلال شتاء 2005، ليقوم بلصق هذه الأجزاء فينتج كائناً بشرياً غريباً، سرعان ما ينهض ليقوم بعملية ثأر وانتقام واسعة من المجرمين الذي قتلوا مالكي أجزائه المتكون منها.
يسرد هادي الحكاية على زبائن مقهى عزيز المصري، فيضحكون منها ويرون أنها حكاية مثيرة وطريفة ولكنها غير حقيقية، لكن العميد سرور مجيد، مدير هيئة المتابعة والتعقيب يرى غير ذلك، فهو مكلف، بشكل سري، بملاحقة هذا المجرم الغامض. وتتداخل مصائر الشخصيات العديدة خلال المطاردة المثيرة في شوارع بغداد وأحيائها، وتحدث تحولات حاسمة، ويكتشف الجميع أنهم يشكلون، بنسبة ما، هذا الكائن الفرانكشتايني، أو يمدونه بأسباب البقاء والنمو، وصولاً إلى النهايات المفاجئة التي لم يتوقعها أحد.

## جوائز

### جائزة الرواية العربية
جاء في حيثيات اختيار الرواية لنيل المركز الأول لعام 2014م في الموسم الأكثر ازدحاماً في تاريخ الجائزة العالمية للرواية العربية (رواية مرشحة تتوزع على 18 بلدا عربيا) أن رواية سعداوي حملت عددا من سمات التجديد والإدهاش.
وقد علّق سعد البازعي نيابة عن لجنة التحكيم على الرواية الفائزة بقوله:
<<جرى اختيار فرانكشتاين في بغداد لعدة أسباب، منها مستوى الابتكار في البناء السردي كما يتمثل في شخصية (الشسمه). وتختزل تلك الشخصية مستوى ونوع العنف الذي يعاني منه العراق وبعض أقطار الوطن العربي والعالم في الوقت الحالي. في الرواية أيضاً عدة مستويات من السرد المتقن والمتعدد المصادر. وهي لهذا السبب وغيره تعد إضافة مهمة للمنجز الروائي العربي المعاصر.>>

### جائزة GPI الفرنسية
في 24 أيار 2017 فازت الرواية بجائزة GPI الفرنسية عن فئة الروايات المترجمة إلى الفرنسية.

## الترجمات
- صدرت ثلاث طبعات للترجمة الفارسية.
- صدرت طبعتان للترجمة اليابانية.[5]

| لغة الترجمة      | العنوان                          | المترجم                         | تاريخ نشر الترجمة | الناشر                                | م.            |
| ---------------- | -------------------------------- | ------------------------------- | ----------------- | ------------------------------------- | ------------- |
| اللغة الانكليزية | Frankenstein in Baghdad          | Jonathan Wright                 | 2018              | Penguin Books و Oneworld Publications | [ 6 ]         |
| اللغة الأسبانية  | Frankenstein en Baghdad          | anna gil bardaji                | 2019              | LIBROS DEL ASTEROIDE                  | [ 7 ]         |
| اللغة الكتالونية | FRANKENSTEIN A BAGDAD            |                                 | 2019              |                                       | [ 8 ]         |
| اللغة الفرنسية   | Frankenstein à Bagdad            | France Meyer                    | 2016              | PIRANHA                               | [ 2 ] [ 9 ]   |
| اللغة الكورية    | 바그다드의프랑켄슈타인           | تشو يونغ دو بم                  | 2018              | 더봄                                  | [ 10 ]        |
| اللغة الصينية    | 巴格達X怪客                      | 黃紹綺                          | 2018              | 寂寞出版社                            | [ 10 ]        |
| اللغة اليابانية  | バグダードのフランケンシュタイン | ايومي ياناغيا                   | 2020              |                                       | [ 11 ]        |
| اللغة الألمانية  | Frankenstein in Baghdad          | Hartmut Fähndrich               | 2018              | Assoziation A                         | [ 2 ]         |
| اللغة البوسنية   |                                  |                                 | 2017              | Buybooks                              | [ 12 ]        |
| اللغة العبرية    | פרנקנשטיין בבגדאד                | אחמד סעדאווי                    | 2017              | כנרת                                  | [9]           |
| اللغة التركية    |                                  |                                 | 2017              | Timaş Yayınları                       | [ 2 ]         |
| اللغة الفارسية   | فرانکنشتاین در بغداد             | امل نبهانى                      | 2015              | نیماژ                                 | [ 13 ]        |
| اللغة الإيطالية  | Frankenstein a Baghdad           | باربارا تريسي                   | 2015              | Edizioni e/o                          |               |
| اللغة الروسية    | Франкенштейн в Багдаде           | Зарытовская Виктория Николаевна | 2019              | Эксмо                                 | [ 14 ] [ 15 ] |
| اللغة البلغارية  | ФранкенщайнвБагдад               |                                 | 2019              | Vakon                                 | [ 16 ]        |
| اللغة السلوفاكية | Frankenstein v Bagdade           | صاموئيل مارك                    | 2020              | Premedia                              | [ 17 ]        |
| اللغة الفيتنامية | Frankenstein ở Baghdad           |                                 | 2021              |                                       | [ 18 ]        |
| اللغة البرتغالية | Frankenstein Em Bagdade          |                                 | 2021              |                                       | [ 19 ]        |
| اللغة التشيكية   |                                  |                                 | 2022              |                                       | [ 20 ]        |
| اللغة المجرية    |                                  |                                 | 2019              |                                       | [ 21 ]        |
| اللغة النرويجية  | FRANKENSTEIN I BACDAD            |                                 | 2019              | Solum Bokvennen                       | [ 21 ]        |
| اللغة الهولندية  | Frankenstein in Bagdad           |                                 | 2019              | DE GEUS                               | [ 22 ]        |
| اللغة الرومانية  | Frankenstein în Bagdad           |                                 | 2019              | Editura Paralela 45                   | [ 23 ]        |
| اللغة الليتوانية | FRANKENŠTEINAS BAGDADE           |                                 | 2018              | FORSMART                              | [ 24 ]        |

## روابط خارجية
- تحميل رواية فرانكشتاين في بغداد إلكترونياً pdf